# Nguyen Charlie
Nguyen Charlie es una tira cómica diaria estadounidense que apareció durante la guerra de Vietnam en la edición del Pacífico del periódico militar del Ejército de los Estados Unidos Stars and Stripes entre 1966 y 1974. Fue creada para el Honolulu Star-Bulletin por Corky Trinidad, un galardonado dibujante de prensa nacido en Filipinas, desde 1969 hasta su muerte en 2009.

## Concepto y personajes
Su héroe principal es un dedicado (aunque menos que heroico) guerrillero del Nget Cong (como los llama Trinidad) que comparte los campos de batalla de Vietnam del Sur con sus homólogos estadounidenses, todos con un interés común: la supervivencia. La tira cómica no es política y ambos lados en conflicto son tratados por igual. Nadie muere en la guerra de Nguyen Charlie. El elenco de personajes incluye a los camaradas de Nguyen Charlie y a su líder (el camarada comandante), así como a los miembros de un pelotón de infantería estadounidense. Rara vez se ven personajes no combatientes, la célebre «mammie-san» que lava la ropa de los soldados es una excepción. Nguyen Charlie fue un éxito inmediato entre los soldados estadounidenses y la tira de cada día se esperaba con impaciencia.

## Antecedentes
Trinidad creó la tira cómica en 1966, cuando todavía vivía en Filipinas, y Nguyen Charlie apareció por primera vez en el Philippines Herald. Luego fue llevado brevemente por el Saigon Post, antes de ser publicado por el Stars and Stripes. Trinidad dijo: «Los estadounidenses siempre han sido conocidos por su sentido del humor, su capacidad de bromear durante una crisis, de reírse de sí mismos durante los problemas». La guerra de Vietnam fue impopular [...] porque fue una guerra en la que Estados Unidos no se reía». Trinidad hizo dos viajes a Vietnam del Sur para garantizar la precisión de sus tiras cómicas y siempre tuvo cuidado de no dejar que la política desempeñara un papel en la historieta.

## Lista de publicaciones
Se publicaron tres libros de tapa blanda que compilaban las tiras diarias de Nguyen Charlie:
- Nguyen Charlie (1969)
- Sorry 'Bout That, Sarge (1970)
- Not In This War, Charlie! (1970).

A estas tres ediciones les siguió un cuarto libro de tapa blanda de reimpresiones titulado Nguyen Charlie Encores, publicado en 1985 (Arthouse Books, ISBN 0-935021-01-9).